# Баури
Баури — река в России, на острове Сахалин.
Впадает в залив Бенуя (Баури) Ныйского залива на западе Охотского моря. В административном отношении протекает по территории Ногликского городского округа. Длина реки 17 км. Площадь её водосборного бассейна 44 км².

## Данные водного реестра
По данным государственного водного реестра России относится к Амурскому бассейновому округу.
Код объекта в государственном водном реестре — 20050000212118300000814.